# Call of Duty: World at War – Final Fronts
Call of Duty: World at War – Final Fronts (укр. «Поклик обов'язку: Світ у війні – Завершальні фронти») — відеогра в жанрі шутера від першої особи, спін-офф оригінальної Call of Duty: World at War для PlayStation 2. Гра розроблена британською студією Rebellion Developments та виданою компанією Activision у листопаді 2008 року. Це остання гра серії Call of Duty, випущена на ігрову консоль шостого покоління PlayStation 2.
У спін-оффа Final Fronts є своя власна сюжетна кампанія, що включає в себе 13 місій, що оповідають про військові дії армії США в Тихоокеанському театрі Другої світової, Арденнських битвах в Європі, а також британських військах, які просувалися через річку Рейн у Німеччині.

## Ігровий процес
Call of Duty: World at War – Final Fronts є шутером від першої особи. На відміну від основної World at War, у грі присутній тільки однокористувацький режим і немає багатокористувацької гри. Дія гри відбувається в період Другої світової війни. Гравець може одночасно носити лише два види вогнепальної зброї, а також кілька гранат. Арсенал аналогічний Call of Duty: World at War, проте урізаний у зв'язку з відсутнім кампанії за СРСР. Зі зброї для гравця доступні: гвинтівки M1 Garand, M1 Carbine, Arisaka Type 99, Karabiner 98k, Lee-Enfield і автомат StG 44; пістолети-кулемети Thompson M1A1, Nambu Type 100, MP40 і STEN ; ручні кулемети Nambu Type 99 і BAR M1918A2; дробовик Winchester M1897 «Trench Gun»;  вогнемет М2; гранатомет M1 Bazooka і Panzerschreck; ручні гранати Mk II, Type 97, Stielhandgranate 24 та димова граната M18. Під час проходження рівнів гравця супроводжують дружні Неігрові персонажі (NPC) — солдати Великобританії та США, які допомагають гравцеві вбивати ворогів і виконувати поставлені цілі, необхідні для проходження місії. Гра була піддана критиці з боку деяких рецензентів через поганий штучний інтелект NPC, про що свідчать випадки, коли дружні солдати «виштовхують» гравця з укриттів на лінію ворожого вогню.

## Сюжет
Сюжетна кампанія в грі розділена на чотири розділи і охоплює тимчасовий період з 1942 по 1945, показуючи битви на Тихоокеанському театру воєнних дій Другої світової війни і Західноєвропейському театру воєнних дій Другої світової війни. У Final Fronts на відміну від основної World at War, немає кампанії за Червону армію на Східному фронті. Гравець бере на себе роль морського піхотинця США в тихоокеанських главах, а також британських і американських солдатів у європейських кампаніях.

### Персонажі
У тихоокеанських розділах кампанії — «Війна на Тихому океані» і «Перемога на Тихому океані» — протагоністом є рядовий Джо Міллер (англ. Pvt. Joe Miller) з 2-ї дивізії морської піхоти США, який разом із побратимами-солдатами (персонажами з оригінальної World at War), сержантом Ройбуком (англ. Sgt. Roebuck ) і капралом Полонські (англ. Cpl. Polonsky), пробивається крізь японську оборону на тихоокеанських островах, беручи участь у битвах за Гуадалканал, атол Тараву, Сайпан та Окінаву. Однак, на відміну від сюжету основний World at War, і Ройбук і Полонські переживають фінальну битву в Замок Сюрі на Окінаві. У європейських главах кампанії є три головних героя: рядовий Лукас Гібсон (англ. Pvt. Lucas Gibson) з 80-ї піхотної дивізії генерала Джордж С. Паттона 3-ї армії США, рядовий Том Шарп (англ. Pvt. Tom Sharpe) з 6-ї повітряно-десантної дивізії Великобританії, а також комендор-сержант Алекс Макколл (англ. GySgt. Alex McCall) з 4-ї бронетанкової дивізії США. У першій європейській главі «Зимовий наступ» показана Арденнська операція, в якій американці займають Еттельбрек в Люксембурзі, в той час як англійці звільняють місто Бастонь в Бельгії. У другому європейському розділі, «Перемога в Європі», британська 6-а повітряно-десантна дивізія бере німецьке місто Везель у рейнської повітряно-десантної операції, а американська 80-а піхотна дивізія входить у містечко Браунау-на-Інні в Австрії, місце народження Адольфа Гітлера.

### Місії
| рівні                    | рівні                    | рівні                          | рівні                       | рівні                                                                        | рівні |
| №                        | Назва                    | Головний герой                 | Дата                        | Місце                                                                        | Ціль |
| ------------------------ | ------------------------ | ------------------------------ | --------------------------- | ---------------------------------------------------------------------------- | --- |
| Війна на Тихому океані   |                          |                                |                             |                                                                              | |
| 1                        | Базова підготовка        | рядовий Джо Міллер             | 6 червня 1942 року          | База морської піхоти «Кемп-Леджен», Джексонвілл, Північна Кароліна, США      | Пройти тренування на базі морської піхоти під інструктажем сержанта Ройбука.                                            |
| 1                        | Токійський експрес       | рядовий Джо Міллер             | 9 лютого 1943 року          | Тенаро, Гуадалканал, Британські Соломонові острови                           | Захопити узбережжя острова, беручи участь у завершальному етапі битви за Гуадалканал.                                   |
| 2                        | Штурм Бетіо              | рядовий Джо Міллер             | 20 листопада 1943 року      | «Червоний пляж», Бетіо, атол Тарава, острови Гілберта та Елліс               | В Битва за Тараву захопити берег острова Бетіо, зачистивши японські окопи і Довготривала вогнева точка.                 |
| 3                        | Аеродром Бетіо           | рядовий Джо Міллер             | 21 листопада 1943 року      | Аеродром Бетіо, атол Тарава, о-ви Гілберта і Елліс                           | Взяти аеродром Бетіо, знищивши ворожі розрахунки ПВО, захопити і утримувати штаб.                                       |
| 4                        | Кодове ім'я: "Форейджер" | рядовий Джо Міллер             | 15 червня 1944 року, 20:00  | «Червоний пляж», Сайпан, Маріанські острови, Південний Тихоокеанський мандат | У ході Маріансько-Палауської операції Маріансько-Палауської операції висадитися на Сайпан і відбити береговий плацдарм. |
| 5                        | Гора Тапочау             | рядовий Джо Міллер             | 25 червня 1944 року, 11:00  | Гора Тапочау, Сайпан, Маріанські острови, Південний Тихоокеанський мандат    | Відбити японську засідку у джунглях, зачистити печери біля підніжжя гори та знищити артилерію.                          |
| Зимовий наступ           |                          |                                |                             |                                                                              | |
| 6                        | Еттельбрюк               | рядовий Лукас Гібсон           | 23 грудня 1944 року, 16:00  | Еттельбрек, Люксембург                                                       | Зачистити особняк, організувавши засідку для колони супротивника, взяти центр міста.                                    |
| 7                        | Кидок до Бастоні         | комендор-сержант Алекс Макколл | 25 грудня 1944 року         | Бастонь, Бельгія                                                             | Керуючи танком M4 Sherman, знищити ворожі танки і увійти до Бастоні.                                                    |
| 8                        | Звільнення Бастоні       | рядовий Том Шарп               | 28 грудня 1944 року         | Бастонь, Бельгія                                                             | Знищити німецький центр постачання у місті.                                                                             |
| 9                        | Битва у Бюр              | рядовий Том Шарп               | 4 січня 1945 року, 17:30    | Бюр, Бельгія                                                                 | Дістатись до постраждалого капітана Рендалла та супроводити його з Бюра.                                                |
| Перемога в Європі        |                          |                                |                             |                                                                              | |
| 10                       | Рейн                     | рядовий Том Шарп               | 28 березня 1945 року, 05:00 | Везель, Німеччина                                                            | Знищити ворожу артилерію та протриматися до прибуття підкріплення.                                                      |
| 11                       | Браунау-ам-Інн           | рядовий Лукас Гібсон           | 7 лютого 1945 року, 07:00   | Браунау-на-Інні, Німеччина                                                   | Знищити опір ворога в місті і підірвати ракету «Фау-2».                                                                 |
| Перемога в Тихому океані |                          |                                |                             |                                                                              | |
| 12                       | Тайфун зі сталі          | рядовий Джо Міллер             | 28 травня 1945 року, 15:00  | Окінава, Японська імперія                                                    | Розбити ворожу оборонну лінію замку Сюрі.                                                                               |
| 13                       | Замок Сюрі               | рядовий Джо Міллер             | 28 травня 1945 року         | Замок Сюрі, Окінава, Японська імперія                                        | Захопити внутрішній двір замку Сюрі.                                                                                    |

## Розробка
Компанія Treyarch, що працювала над Call of Duty: World at War для платформ Windows, PlayStation 3, Xbox 360 та Wii, не брала участі у розробці версії для PlayStation 2. Натомість видавець Activision передав створення версії World at War для PS2, британської студії Rebellion Developments. У міру розробки проект перетворився на спін-офф, обзавівся власною сюжетною лінією і отримав підзаголовок Final Fronts.

Порівняння графіки в оригінальній версії гри (зверху) і версії для PS2 (знизу)

На відміну від основної версії World at War, де використовувався ігровий движок IW Engine (модифікована версія IW 3.0 від Call of Duty 4: Modern Warfare), Final Fronts з-за обмеженою обчислювальної потужності консолі PlayStation 2 побудована на рушії Asura, розробленому Rebellion. Графіка в грі візуально схожа з іграми серії на PS2, що раніше вийшли, проте використання двигуна Asura дозволило гравцям застосовувати такі динамічні елементи, як вогонь, щоб вплинути на динаміку бою. Звукова складова схожа з основною версією Call of Duty: World at War, також був використаний саундтрек, написаний композитором Шоном Мюрреєм, як і звуки зброї. При створенні гри компанія Rebellion запозичила частину контенту з попередніх ігор серії Call of Duty. Деякі звукові файли, зокрема, озвучення німецьких солдатів взято з Call of Duty 2. Внутрішньоігрова модель сержанта Ройбука в Final Fronts аналогічна моделі сержанта Майка Діксона в Call of Duty 3, проте в той же час Ройбука, як і в основний World at War, озвучує актор Кіфер Сазерленд, якому для Final Fronts довелося записати додаткові діалоги.

## Вихід
На початку травня 2008 року генеральний директор Activision Publishing Майк Гріффіт (англ. Mark Griffiths) оголосив, що чергова гра серії Call of Duty (робоча назва Call of Duty 5) вийде до кінця 2009 фінансового року, в тому числі на консоль PlayStation 2, пізніше, 9 червня офіційно анонсована Call of Duty: World at War в сетингу Другої світової війни. 5 вересня 2008 року Activision підтвердила сайту GameSpot, що версія World at War для PS2 є окремою грою зі своєю сюжетною лінією та розробляється студією Rebellion. Організація ESRB поставила грі віковий рейтинг «T», тоді як основна World at War отримала більш суворий рейтинг «M».
Вихід гри відбувся 10 листопада 2008 року в Північній Америці (регіон NTSC), за один день до релізу оригінальної Call of Duty: World at War. У регіоні PAL реліз відбувся — 12 листопада в Австралії, 14 листопада у Європі та 15 листопада у Німеччині. У регіоні NTSC-J гра вийшла 21 листопада тільки в Південній Кореї.

## Сприйняття
| Агрегатор    | Оцінка  |
| ------------ | ------- |
| GameRankings | 67,50 % |

| Видання | Оцінка |
| ------- | ------ |
| IGN     | 4,5/10 |

Оскільки на момент виходу Call of Duty: World at War – Final Fronts консоль PlayStation 2 стала менш актуальною, гра в цілому залишилася непоміченою на тлі релізу основної версії для інших ігрових платформ. У украй нечисленних оглядах різних видань гра отримала змішані відгуки критиків. Сайт GameRankings, який показує середній рейтинг гри у вигляді процентного відношення до 100, розрахував оцінку в районі 67%, ґрунтуючись на двох оглядах. За даними сайту VG Chartz на початок 2018 року у всьому світі було продано 1,72 млн копій Call of Duty: World at War – Final Fronts.